# Poslikana jama, Galdar
Poslikana jama, Galdar je arheološko najdišče in park v mestu Galdar, ki je na severozahodu Gran Canaria na Kanarskih otokih v Španiji. Ta center je del španskega ministrstva za kulturo, zgodovinsko dediščino in muzeje mestnega sveta Gran Canaria.
V notranjosti je nekaj najbolj reprezentativnih arheoloških ostankov predšpanskih Kanarskih otokov z edinstvenimi značilnostmi v Španiji. Poslikana jama velja za Sikstinsko kapelo nekdanjih prebivalcev otoka.

## Lokacija
Poslikana jama je na ulici Audiencia št. 2, v središču Gáldarja, 27 km zahodno od Las Palmasa in 50 km SZ od mednarodnega letališča Gran Canaria.

## Odkritje in evolucija
Jama je bila odkrita leta 1862 ob kmetijskih delih skozi luknjo v njeni strehi. Na 'uradno odkritje' je bilo treba počakati do leta 1873, ko je jamo obiskal José Ramos Orihuela.
Leta 1876 Gregorio Chil y Naranjo na kratko omenja jamo v svojih Študijah.
Leta 1882 je Diego Ripoche obiskal jamo in naredil risbe, od katerih jih je nekatere morda poslal Renéju Verneauju. Opazil je tudi prisotnost trupel, loncev in drugih pripomočkov.
Leta 1884 je Olivia Stone obiskala jamo, naredila nekaj risb, pisala o njej in predlagala, naj lokalna vlada pridobi to lokacijo in zanjo ustrezno poskrbi.
Leta 1887 je jamo obiskal francoski antropolog René Verneau. Napisal je podroben opis, v katerem omenja skrbno izvedbo vsake poslikane plošče.
Konec 19. stoletja je znan po preporodu zavesti o pomenu konservatorske problematike za zgodovinska dela. V recenziji El Museo Canario kronist Batllori y Lorenzo piše Mi última tentativa, slovesen poziv k zaščiti jame. Kritike neukrepanja institucij v tej smeri se nadaljujejo v 20. stoletju. Toda šele leta 1967 se začne javna kampanja za zaščito jame – med svojimi podporniki šteje Celso Martín de Guzmán in Elías Serra Ráfols.
Medtem so slike propadale. Leta 1970 je generalna komisija za arheološka izkopavanja (Comisaría General de Excavaciones Arqueológicas) začela delati na zaščiti jame, predvsem zaradi vlage, ki je povzročala veliko škodo. To je bilo zaključeno z izgradnjo ograjenega prostora za zaščito jame – in javnosti. Leta 1972 je bilo mesto razglašeno za zgodovinski umetniški spomenik.
Antonio Beltrán in José Miguel Alzola sta izvedla prvo sistematično študijo, objavljeno leta 1974 s prvimi barvnimi fotografijami in najbolj natančnimi risbami do takrat. To je bil še en velik korak k širjenju znanja o obstoju jame med strokovnjaki. Pomagal je tudi ugotoviti propadanje slik. Zalivanje nasadov v bližini, neustrezna zaščita ograde, odsotnost načrtovanja obiskov, kemična obdelava tal za kmetijske namene in neustrezno prezračevanje prostorov so bili glavni dejavniki za povišanje temperature in vlage v jami ter posledično poškodbe na slikah. Tedaj so se začeli razlastitveni postopki v zvezi z obdelovalno bližnjo zemljo, lokacija pa je bila oktobra 1982 zaprta za javnost.
Muzej poslikane jame in arheološki park Galdar je bil ponovno odprt 26. julija 2006 po 24 letih izkopavanja in restavriranja najdišča ter njegovega prilagajanja za javne obiske brez nadaljnjega ogrožanja slik in drugih zgodovinskih predmetov. Do takrat si je bilo mogoče ogledati samo reprodukcijo slik v Canary Museumu Las Palmas na Gran Canarii. Vstop je možen od 10. do 18. ure. Vsi obiski so v spremstvu vodnika in jih je treba rezervirati. Na voljo so štirje jeziki.
Leta 2016 je muzej praznoval svojo 10. obletnico z delitvijo izmenjave z muzejem v jami Altamira - vsak muzej je drugemu posodil na desetine svojih najdragocenejših predmetov.

## Opis

### Poslikana jama
Jama je odličen primer umetniške upodobitve starodavnih domorodcev Gran Canarie. Z vasjo ob njem je v mestu, ki je bilo v predšpanskih časih glavno mesto otoka.
Njene stene so okrašene z geometrijskimi vzorci, izkopali so jo ljudje v vulkanskem materialu. Arheologi menijo, da bi lahko bili zaradi redne razporeditve (običajno v serijah po dvanajst) nekakšen koledar.
To je tudi edina lokacija na Gran Canarii, ki je prinesla dokaz o obstoju navadne pšenice na otoku (triticum aestivum ali triticum durum, saj jo je težko ločiti od semenskega zrna). Upoštevajte, da je Gran Canaria edini kanarski otok, ki ima poslikane jame.

### Posoda
Na najdišču so tudi ostanki hiš, v katerih so našli različno posodo. Zbirka šteje med drugim nekaj opaznih lokalno izdelanih okrašenih keramičnih loncev in slik. Sem sodi tudi nekaj keramike, izdelane na lončarskem vretenu na celini, pa tudi kovanci, meči, podkve, žeblji, predmeti vsakdanje rabe (naprstniki, noži itd.). Največ kovancev je iz 15. in 16. stoletja. Zdi se, da so bili vsi kovinski predmeti uvoženi.
Nekateri lonci so veliki in so služili za shranjevanje; druge so uporabljali za kuhanje. Lokalna lončenina je bila ročno izdelana, veliko jih je imelo fino polirano površino, okrašeno z barvo, običajno oker rdečo, naneseno pred žganjem v luknji v zemlji. Nekateri lonci so v celoti pokriti z geometrijskimi vzorci, v nekaterih primerih tudi dno loncev.
Poleg njih je nekaj kipov iz žgane gline malikov s človeškimi in živalskimi figurami. Večina človeških idolov je ženskih in mnogi so povezani z materinstvom. V nekaterih primerih so bila telesa kipov okrašena z rdečo barvo in nekateri vrezi označujejo lase. To so lahko preproste daritve, amuleti ali igrače.
Obstajajo igle, štampiljke in lopatice iz ovčjih ali kozjih kosti; igle so povezane z izdelavo usnjenih oblačil; žigi in spatule so bili lončarski pripomočki.
Najdeni so bili tudi predmeti iz kamna. Najbolj uporabljeni kamni so bazalti, fonoliti in obsidiani. Kamni so bili obdelani za ustvarjanje ostrih robov za obdelavo drugih surovin (les, kost, koža/usnje) ali za izvajanje drugih del, kot je rezanje mesa ali priprava hrane. Bazalt so uporabljali tudi za izdelavo malt, nekaj okroglih in nekaj podolgovatih oblik. Nekateri okrogli možnarji so bili uporabljeni za mletje žita za moko, drugi pa za rdeč oker, ki so ga uporabljali za poslikave in za okrasitev loncev.

### Naselje
Več kot dvajsetletna izkopavanja so za polikano jamo odkrila celotno naselje. Od dna doline do današnjega središča mesta se je nekoč razprostiral cel zaselek. To je bila ena od sosesk, ki so sestavljale predšpanski Agaldar. Zaselek je bil naseljen od 6. stoletja do 11. stoletja in ponovno od 13. stoletja do 16. stoletja in španske osvojitve otoka.
Hiše so bile štirikotne in zunaj obdane s krožnimi zidovi. Imeli so eno ali dve stranski sobi, ki sta se odpirali proti jugu skozi majhen hodnik. Skalno podlago so uporabili za prislonitev sten nanjo in z obdelavo oblikovali ravna tla v hišah. Tla so bila nadalje prekrita z nabito zemljo ali, v nekaterih primerih, s kamni, včasih obarvanimi z rdečo oker.
Stene so bile izdelane iz bazalta ali iz dobro obdelanih blokov tufa. Skoraj vse hiše so ohranile ostanke malte in barv različnih barv, ki so krasile prostore.
Enklava ima pomembno vlogo pri razumevanju končne faze predšpanskih Kanarskih otokov - pred osvajanjem - in vključitvijo otoka v krono Kastilije.
Opozoriti je treba, da so nekatere glavne umetne jame na otoku v relativni bližini poslikane jame (cuevas del Hospital, Huertas del Rey ali jama Audience v jami Four Doors).

## Datacija
Prva analiza ogljika-14, opravljena v jami, je bila na stenskih slikah. To ni dalo rezultatov, ker uporabljena barva ni vsebovala sledu ogljika, saj je bila popolnoma neorganska (oker). Nato so v malti v zidovih našli nekaj rastlinskih ostankov rastline iz družine Lovorovke. Te ostanke sta analizirala laboratorij CSIC in francoski CNRS ter datirala med letoma 1049 in 1257 pred našim štetjem. Nekateri fragmenti borovega drevesa so bili datirani med letoma 601 in 994.

## Storitve
Muzej in arheološki park Poslikane jame si prizadeva:
- Konzervacija, katalogizacija in razstava arheoloških artefaktov, ki jih hrani, ter upravljanje in konservacija najdišča.
- Razvoj programa izobraževalnih dejavnosti in razširjanja glede na vsebino in tematiko.
- Raziskave v okviru svoje specialnosti, pri čemer upoštevamo tiste, ki so neposredno povezane s konserviranjem poslikane jame.[19]

### Specifične storitve
Poklicanost centra za spodbujanje vidikov ohranjanja, raziskovanja in razširjanja je utelešena v obstoju objektov, prilagojenih doseganju teh ciljev:
V didaktični učilnici se izvaja program dejavnosti, namenjen izobraževalnim centrom in vsem obiskovalcem, ki jih zanima poglobitev znanja o naših prednikih.
Laboratoriji in knjižnica omogočajo raziskovalcem in restavratorjem, da razvijajo naloge, s katerimi bodo muzej in arheološki park Poslikane jame postali referenčno središče za produkcijo in širjenje znanstvenih spoznanj.
Objekte dopolnjuje večnamenska soba.

## Obiskanost najdišča
Najdišče je leta 2006 zabeležila 34.616 obiskovalcev v prvih 5 mesecih po ponovnem odprtju in 513.880 obiskovalcev v 9,5 letih do decembra 2015. Mesečno povprečje je okoli 50.000 obiskovalcev, ki z leti počasi narašča. Zaradi tega je eno najbolj obiskanih krajev na Kanarskih otokih in pravzaprav v celotni Španiji, mesto pa se uvršča na raven večjih arheoloških najdišč v Evropi. Povprečna ocena obiska je zelo visoka, z oceno obiskovalcev 9,15/10 – izjemen uspeh.